# Хаассе, Хелла
Хелла Хаассе, собственно Хелен Хаассе (нидерл. Hella Haasse,  Hélène Serafia Haasse, 2 февраля 1918, Батавия – 29 сентября 2011, Амстердам) — нидерландская писательница, одно из самых громких и авторитетных имён в национальной словесности XX века.

## Биография
Родилась и выросла в Нидерландской Ост-Индии. Отец – финансовый инспектор, а позднее автор детективных романов, Виллем Хенрик Хаассе (писавший под псевдонимом ван Эмланд), мать – пианистка. В 11 лет написала первый исторический роман. В 1938 году приехала в Амстердам учиться. В 1943 году закончила театральную школу, но уже с 1944 года полностью занялась литературой, сначала – поэзией. Писала тексты для кабаре, вскоре пришла к прозе. В 1948 году опубликовала роман Чёрное озеро, принесший ей международную известность (роман, действие которого происходит в Индонезии, был экранизирован в 1993). В 1981-1990 годах жила во Франции, в городке Сен-Витз к северу от Парижа.

## Произведения
- 1945 — Stroomversnelling
- 1947 — Kleren maken de vrouw
- 1948 — Уруг/ Oeroeg
- 1949 — исторический роман "Заблудившись в темном лесу" / Het woud der verwachting
- 1950 — Потаенный источник/ De verborgen bron
- 1952 — Алый город/ De scharlaken stad, исторический роман
- 1957 — De ingewijden
- 1960 — Cider voor arme mensen
- 1966 — исторический роман "Новый завет" / Een nieuwer testament
- 1971 — Сады Бомарцо/ De tuinen van Bomarzo
- 1971 — Huurders en onderhuurders
- 1973 — De Meester van de Neerdaling
- 1976 — Een gevaarlijke verhouding of Daal-en-Bergse brieven
- 1978 — Господин Бентинк / Mevrouw Bentinck (французская премия за лучшую иностранную книгу)
- 1978 — Charlotte Sophie Bentinck
- 1983 — Путями воображения/ De wegen der verbeelding
- 1984 — Чужая в Гааге/ Een vreemdelinge in Den Haag
- 1986 — Письма из Голубого дома/ Berichten van het Blauwe Huis
- 1989 — Schaduwbeeld of Het geheim van Appeltern
- 1992 — Хозяева чая/ Heren van de thee
- 1994 — Een handvol achtergrond, 'Parang Sawat'
- 1994 — Transit ()
- 1997 — Zwanen schieten ()
- 1997 — Фенрир. Долгие выходные в Арденнах / Fenrir. Een lang weekend in de Ardennen
- 2002 — Замочная скважина/ Sleuteloog
- 2007 — Звёздная охота/ Sterrenjacht

## Признание
- Золотая Почётная медаль искусств и наук[нидерл.] (1992, Нидерланды)[7].
- Лауреат всех крупнейших нидерландских премий, ей были присуждены премии Константейна Хёйгенса (1981), премия Питера Хофта (1984), Нидерландская литературная премия (2004) и др. Офицер ордена Почётного легиона, командор ордена Искусств и литературы. Почетный доктор Утрехтского университета (1988) и Лёвенского католического университета (1995), почетный член Королевской бельгийской академии нидерландского языка и литературы в Генте (1987). В 1993 к 75-летию писательницы посвященная ей выставка была развёрнута в литературном музее Гааги. Её именем был назван астероид 10.250 (2007).
- В 2008 году к 90-летию автора был открыт первый в Нидерландах виртуальный музей, посвященный её жизни и творчеству[8].